# 士縠
士縠（？—前618年），春秋时期晋国的司空。
前625年六月，因为晋国讨伐卫国，士縠与鲁国孟穆伯公孙敖、宋成公、陈共公、郑穆公在垂陇会盟。《左传》称“书士縠，堪其事也”。夷之蒐，晋襄公想提拔箕郑父、先都、士縠、梁益耳，先克推荐狐偃、赵衰的儿子狐射姑、赵盾。先克又夺蒯得的田地。于是五将对先克怀恨在心。前618年正月初二，刺杀先克，事发，正月十八，先都、梁益耳被杀。三月廿八，箕郑父、士縠、蒯得被晋国处死。